# Haverhill (Massachusetts)
Haverhill ist eine Stadt im Essex County im Bundesstaat Massachusetts in den Vereinigten Staaten. Die Stadt befindet sich am Merrimack River im Großraum von Boston. Das U.S. Census Bureau hat bei der Volkszählung 2020 eine Einwohnerzahl von 67.787 ermittelt.

## Geschichte
Die Stadt wurde 1640 von Siedlern aus Newbury gegründet und war ursprünglich als Pentuckett bekannt, was ein indianische Wort für „Ort des sich windenden Flusses“ ist. Die Stadt wurde später nach der Stadt Haverhill in England umbenannt, dies war der Geburtsort des ersten Pastors der Siedlung, Rev. John Ward. Haverhill war viele Jahre lang eine Grenzstadt und wurde gelegentlich von Indianerüberfällen heimgesucht, die manchmal von französischen Kolonialtruppen aus Neufrankreich begleitet wurden, wobei Dutzende von Zivilisten ermordet wurden. Im Jahr 1708, während des Queen Anne’s War, wurde die Stadt, damals etwa dreißig Häuser, von einer Gruppe von Franzosen, Algonkin und Abenaki Indianern überfallen.
Die Einwohner von Haverhill waren frühe Befürworter der Abschaffung der Sklaverei, und die Stadt bewahrt noch immer eine Reihe von Häusern, die als Stationen der Underground Railroad dienten. Im Jahr 1834 wurde in der Stadt eine Zweigstelle der American Anti-Slavery Society gegründet. 1841 reichten Bürger aus Haverhill im Kongress eine Petition zur Auflösung der Union ein, mit der Begründung, dass die Ressourcen des Nordens zur Aufrechterhaltung der Sklaverei verwendet würden. John Quincy Adams präsentierte die Haverhill-Petition am 24. Januar 1842. Obwohl Adams beantragte, die Petition zu verneinen, wurde versucht, ihn dafür zu tadeln, dass er die Petition überhaupt eingereicht hatte. Außerdem stammte der Dichter und überzeugte Abolitionist John Greenleaf Whittier aus Haverhill.
Im Jahr 1870 erhielt Haverhill das Stadtrecht. 1897 wurde die benachbarte Stadt Bradford ein Teil von Haverhill. Im 18. und 19. Jahrhundert entwickelten sich in Haverhill Wollspinnereien, Gerbereien, Schifffahrt und Schiffbau. Die Stadt war auch viele Jahrzehnte lang die Heimat einer bedeutenden Schuhindustrie. Ende 1913 wurde ein Zehntel der in den Vereinigten Staaten produzierten Schuhe in Haverhill hergestellt. Im späten 19. und frühen 20. Jahrhundert erlebte die Stadt eine urbane Expansion über den eigentlichen Siedlungskern hinaus und bei der Volkszählung 2010 wurde erstmals eine Bevölkerung über 60.000 Einwohner erreicht.

## Demografie
Laut einer Schätzung von 2019 leben in Haverhill 64.014 Menschen. Die Bevölkerung teilt sich im selben Jahr auf in 80,3 % Weiße, 3,6 % Afroamerikaner, 0,1 % amerikanische Ureinwohner, 1,3 % Asiaten, und 3,9 % mit zwei oder mehr Ethnizitäten. Hispanics oder Latinos aller Ethnien machten 23,2 % der Bevölkerung von Haverhill aus. Das mittlere Haushaltseinkommen lag bei 69.426 US-Dollar und die Armutsquote bei 12,5 %.

### Einwohnerentwicklung
| 1850  | 1860  | 1870   | 1880   | 1890   | 1900   | 1910   | 1920   | 1930   | 1940   | 1950   | 1960   | 1970   | 1980   | 1990   | 2000   | 2010   | 2020   |
| ----- | ----- | ------ | ------ | ------ | ------ | ------ | ------ | ------ | ------ | ------ | ------ | ------ | ------ | ------ | ------ | ------ | ------ |
| 5.877 | 9.995 | 13.092 | 18.472 | 27.412 | 37.175 | 44.115 | 53.884 | 48.710 | 46.752 | 47.280 | 46.346 | 46.120 | 46.865 | 51.418 | 58.969 | 60.879 | 67.787 |

## Bildung
Haverhill ist der Standort des Hauptcampus des Northern Essex Community College. Bis zu seiner Schließung im Jahr 2000 bot das Bradford College Abschlüsse in Haverhill an. Im Jahr 2007 wurde es die neue Heimat des Zion Bible College, jetzt Northpoint Bible College genannt. Auch die University of Massachusetts Lowell (U-Mass Lowell) hat einen Satelliten-Campus in Haverhill im neuen Harbor Place-Gebäude errichtet.

## Infrastruktur
Haverhill liegt an der Interstate 495, die fünf Ausfahrten im Stadtgebiet hat. Mit der Bahn kann Boston erreicht werden.

## Söhne und Töchter der Stadt
- Hannah Duston (1657–1736), Siedlerin
- Bailey Bartlett (1750–1830), Politiker
- John Greenleaf Whittier (1807–1892), Dichter
- Harlan True Stetson (1885–1964), Astronom
- Mabel Albertson (1901–1982), Schauspielerin
- Louis Alter (1902–1980), Komponist
- Harold Livingston (1924–2022), Drehbuchautor
- Karen McCarthy (1947–2010), Politikerin
- James Rothman (* 1950), Biochemiker und Nobelpreisträger
- Tom Bergeron (* 1955), Autor und Moderator
- Rob Zombie (* 1965), Sänger und Filmregisseur

## Galerie

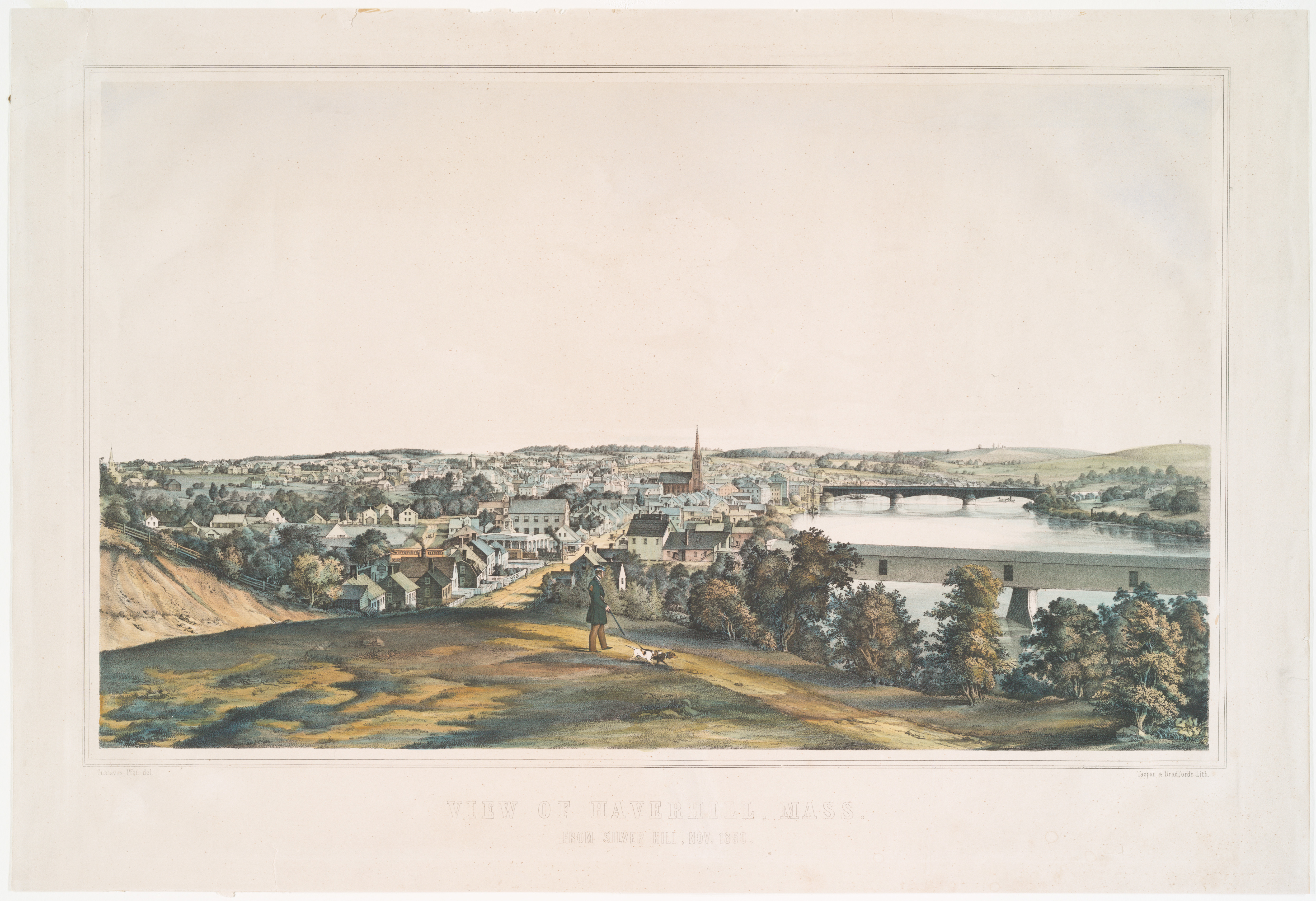
Haverhill 1850
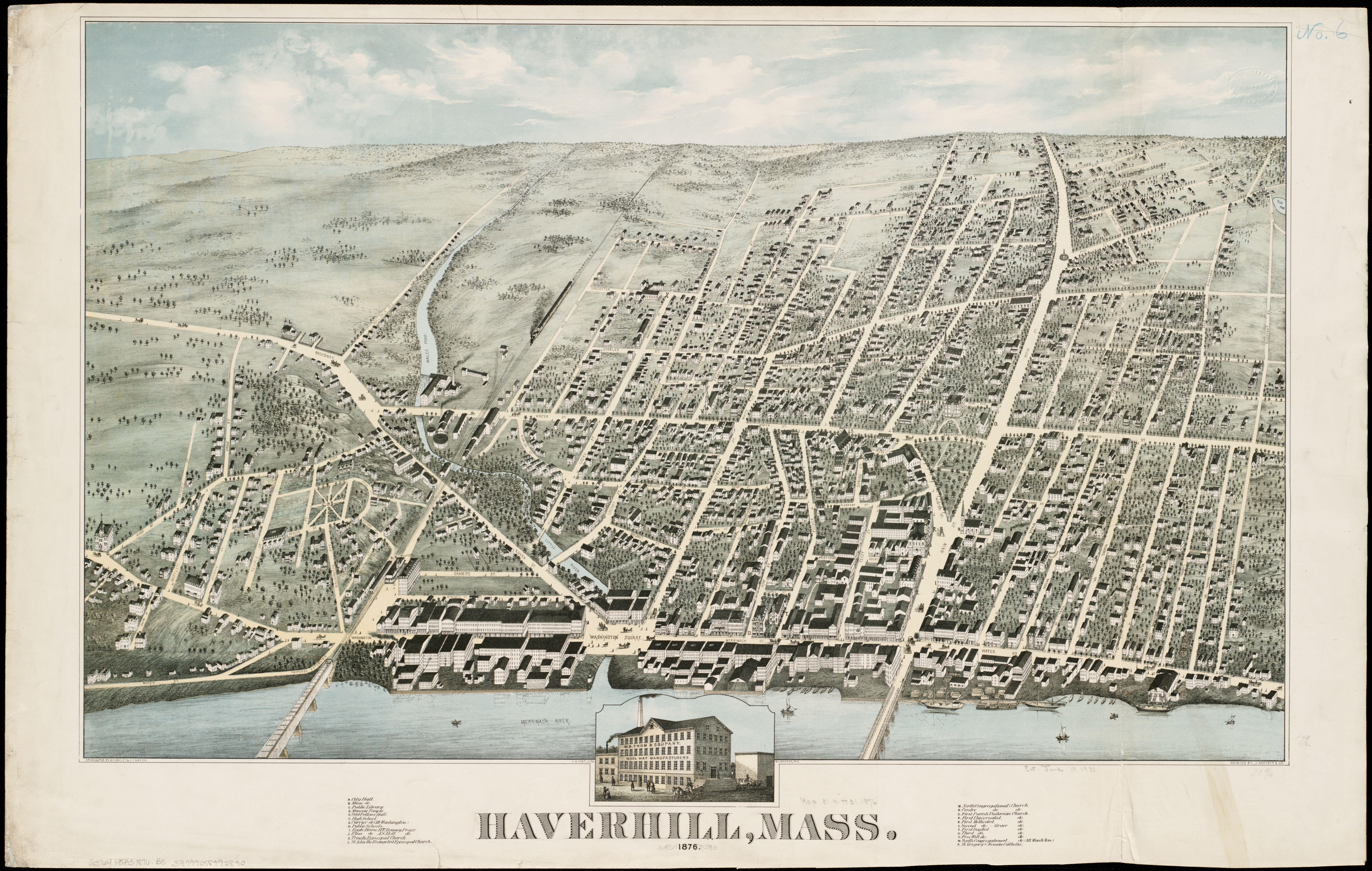
Karte von Haverhill aus dem Jahre 1876
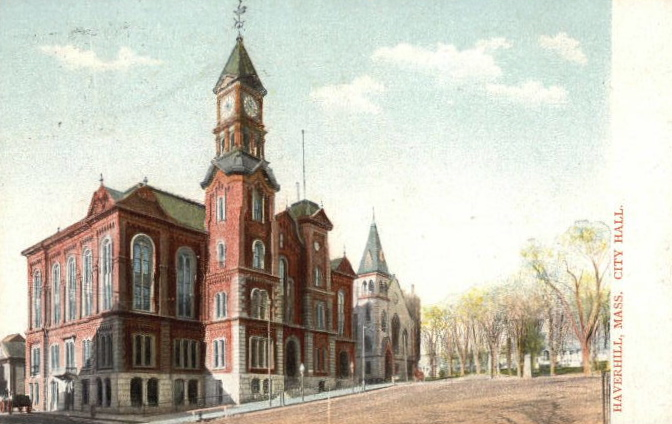
Stadthalle (erbaut 1889)
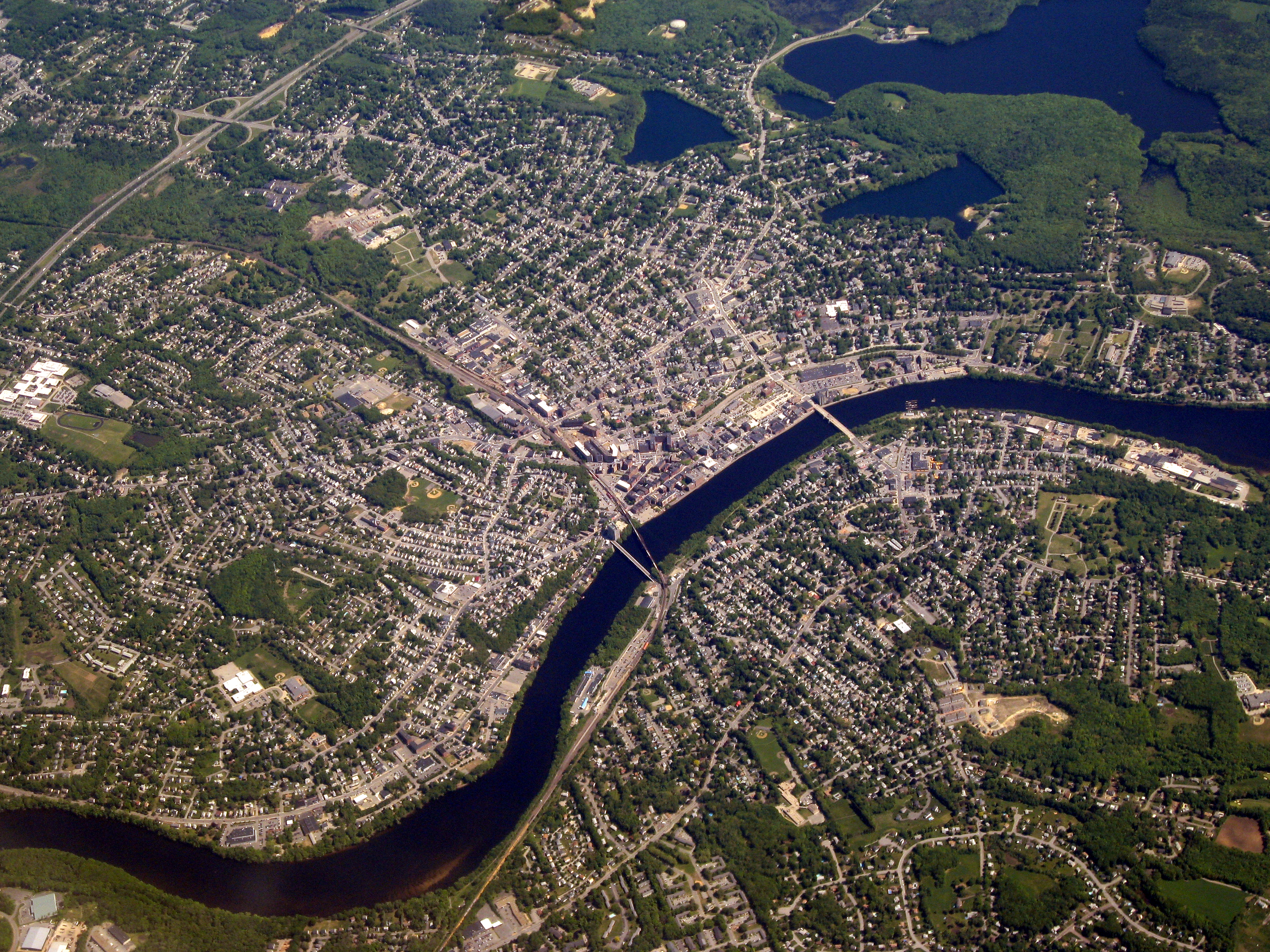
Luftaufnahme von 2008